# Philip B. Kunhardt junior
Philip Bradish Kunhardt jr. (* 5. Februar 1928 in Manhattan; † 21. März 2006) war ein US-amerikanischer Filmproduzent, Regisseur und Autor.
Kunhardt schloss sein Studium an der Princeton University mit einem Bachelor ab. Danach arbeitete er für Life. Sein Buch My Father's House wurde 1975 verfilmt.
Seine Filmkarriere begann 1995 als Produzent von P.T. Barnum: America's Greatest Showman. 2000 führte er bei der Mini-Dokumentations-Serie The American President Regie. Er war Autor der Fernsehserie Freedom: A History of Us (2003).
Sein Sohn ist der Filmproduzent Philip B. Kunhardt III. Seine Mutter ist die Kinderbuchautorin und Historikerin Dorothy Kunhardt, mit der er gemeinsam zwei Sachbücher veröffentlichte.